# خطارة
الخطارة أو القنوات المائية المدفونة أو الكظائم  نظام ري تحت الأرض يستخدم في منطقة الأطلس في المغرب، هي عبارة عن قنوات مائية على شكل رواق أفقي تحت الأرض ترتبط بالآبار، وتمتد لبضع كيلومترات بهدف جمع المياه لفترة أطول وتوزيعها بعد ذلك على الواحات وفق نظام معين.
تظل الخطارة طريقة تقليدية للري ضاربة في التاريخ ومعروفة منذ العصور القديمة، تعمل على تصريف المياه الجوفية عبر القناة الرئيسية بالجاذبية من أعلى إلى أسفل. ترتبط هذه المباني الهيدروليكية بأنظمة القنوات في إيران أو الفقارة في الجزائر.

القنوات وتفرعاتها

## المبدأ
تسمح هذه المرافق المائية بنقل المياه الجوفية بطريقة الجاذبية عبر الصحراء القاحلة من أجل تلبية الاحتياجات المختلفة للسكان داخل واحة معينة. لا تتطلب أي جهد ميكانيكي ولا أي مصدر للطاقة، وبالتالي لا تتسبب في انبعاثات غازات الاحتباس الحراري؛ ولكن من ناحية أخرى، فإن تشييد مثل هذا النوع من الأنظمة وفق طريقة تقليدية يتطلب الكثير من الجهد العضلي والموارد البشرية. يتطلب البناء تنفيذ إجراءات هندسية معينة ولضمان إنشاء منحدر مناسب ومحسوب جيدًا. تحافظ القناة الجوفية على منحدر مستوٍ يسمح بتدفق المياه لتصل إلى مناطق الاستخدام الزراعي والبشري، حيث يتم استخدام مياه الخطارة. كما أنها تستخدم في الجوانب المتعلقة بالأنشطة الصناعية، مثل تشغيل مطاحن الحبوب، في المناطق التي تحدث فيها شلالات قوية أثناء تدفق مياه الخطارة إذا كانت التضاريس شديدة الانحدار.
تعتبر الخطارة معلمًا تاريخيًا وتراثًا بيئيًا وثقافيًا.

## تاريخ

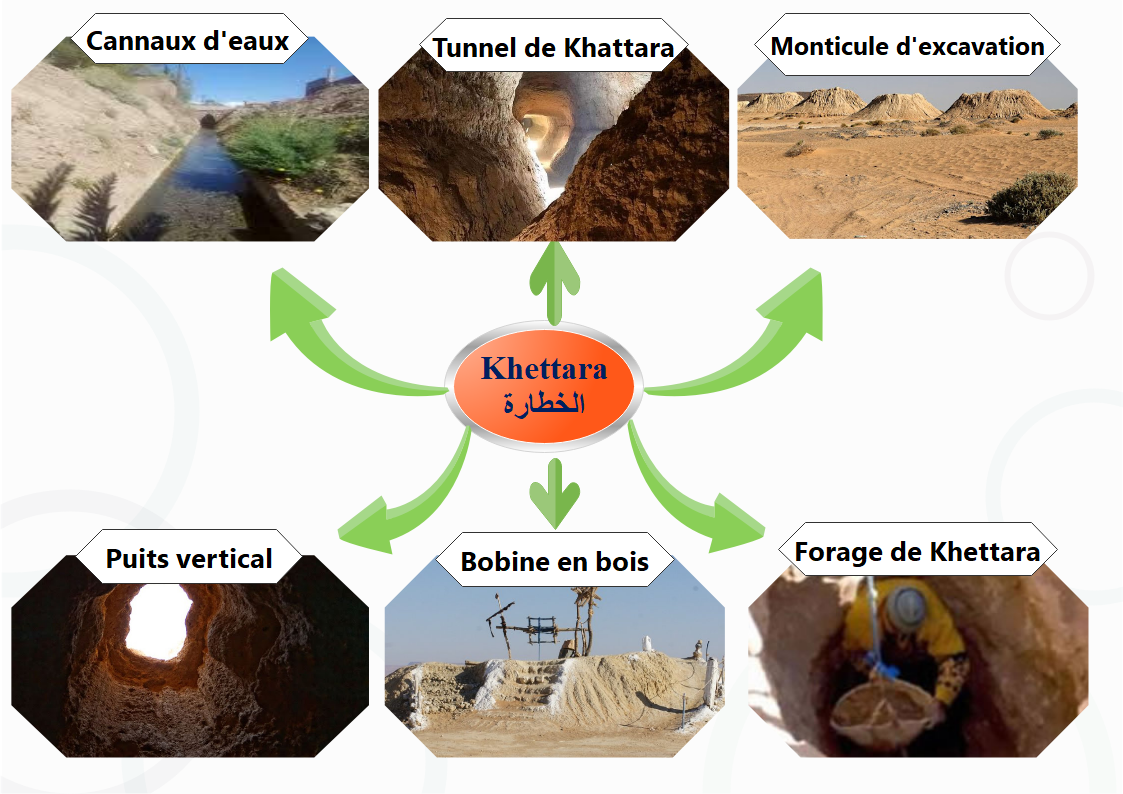
تُوضّح هذه الخطاطة الأجزاء المختلفة التي تتكون منها الخطارة المغربية

في بداية الألفية الأولى قبل الميلاد، شارك الفُرس (في إيران الحالية) في بناء أنظمة أنفاق متقنة لاستخراج المياه الجوفية في أحواض الجبال الجافة، لأن مساحة سطح الموارد المائية لم تكن كافية لتلبية الاحتياجات المحلية والزراعية المتزايدة.
ظلت مشكلة المياه حاضرة في عقلية الجماعات البشرية في مختلف أنحاء العالم بشكل عام والجزيرة العربية والمغرب العربي بشكل خاص، فيما يتعلق بأسلوب الحياة الذي كان سائدا في ذلك الوقت في مناطق جغرافية مختلفة، واستند استقرارها بشكل أساسي إلى توافر المياه.
في المغرب، شهد عصر المرابطين بدوره هوسا كبيرا بتوفير الموارد المائية وتعبئتها، حيث فكروا في جر الماء من وادي أوريكا وبدأوا في ذلك فعلاً، (مشروع سينفذه الموحدون). ولعل توقفهم عن ذلك عائد إلى استخراج المهندس الأندلسي عبيد الله بن يونس لنظام الخطارات بمراكش. وقد تحدث صاحب وصف إفريقيا عن هذا النظام بإعجاب، فقال: (إن هذا الرجل المذكور ... جاء إلى مراكش في صدر بنائها و ليس بها إلا بستان واحد لأبي الفضل مولي أمير المسلمين- المقدم ذكره-فقصد إلى أعلى الأرض مما يلي البستان فاحتقر فيه بئراً مربعة، كبيرة التربيع، ثم احتفر منها ساقية متصلة الحفر على وجه الأرض ومر يحفر بتدريج من أرفع إلى أخفض متدرجا إلى أسفله بميزان حتى وصل الماء إلى البستان وهو منسكب على وجه الأرض يصب فيه، فهو جار مع الأيام لا يفتر...
فاستحسن أمير المسلمين من فعل عبيد الله بن يونس المهندس وأعطاه مالاً و أثوابً وأكرم مثواه مدة بقائه عنده، ثم إن الناس نظروا إلى ذلك، ولم يزالوا يحفرون الأرض ويستخرجون مياهها إلى البساتين والجنات، واتصلت بذلك عمارات مراكش، وحسن قطرها ومنظرها). أدت هذه التقنية الجديدة إلى ثورة تقنية في مجال استغلال المياه في ذلك الوقت، حيث سمحت بالتدفق المستمر والمنتظم للمياه الجوفية.
الخطارة أو الفقارة هي تقنية قديمة ومعقدة جدا تجعل من الممكن استغلال محاصرة المياه الجوفية لأغراض الري على وجه الخصوص. يعود تاريخ هذه الطريقة إلى آلاف السنين، وقد تم تبنيها في أكثر من منطقة في العالم، من الصين إلى إسبانيا إلى بلاد فارس وحتى امتدت إلى أمريكا اللاتينية. عُرفت أنظمة المياه هذه بأسماء مختلفة اعتمادًا على مناطق تركيبها في جميع أنحاء العالم: الخطارة أو الفقارة في الصحراء الكبرى، وكاريز في بلاد فارس، والفلج في السعودية، وغيرها. تم العثور على أنظمة مماثلة لشبكات المياه هذه في بيرو والمكسيك مثل (hoyas). يعود القناة الأول الموثق إلى القرن السابع قبل الميلاد.
تختلف مصادر المياه التي تغذي الخطارة من مكان إلى آخر في شبه الجزيرة العربية. يحصل بعضهم على مياههم من الينابيع الواقعة على هضبة عالية ويستفيدون من ارتفاع الهضبة في تدفق المياه من هذه الينابيع. لدينا أمثلة كثيرة في ري منطقة الخرج بالسعودية، وفي الكاريز بمحافظتي كركوك وأربيل في العراق. تأتي المياه أحيانًا من المياه الجوفية، وهذا هو النوع الأكثر شيوعًا في المغرب، حيث تجري المياه من القناة بانحدار طفيف حتى تصل إلى مستوى الأرض لاستغلالها إما في الري أو في الأنشطة المختلفة التي يقوم بها سكان الواحة.

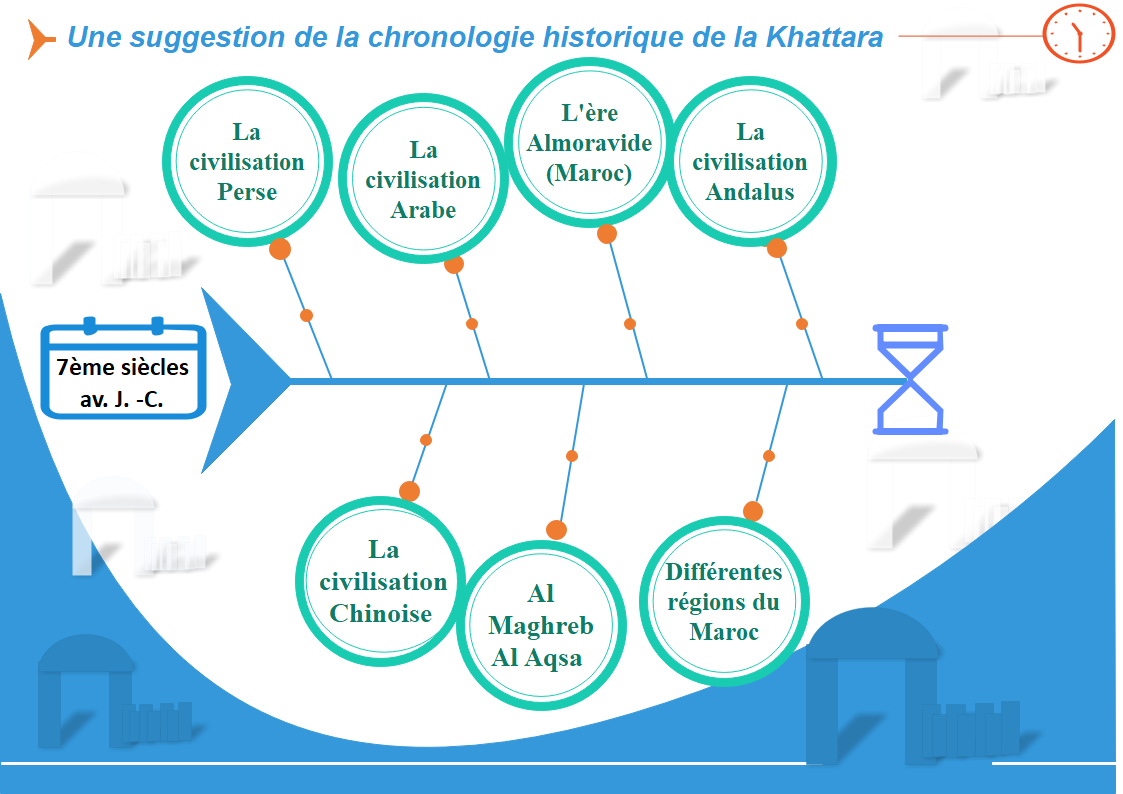
رسم تخطيطي يوضح الجدول الزمني المقترح لتاريخ الخطارة في جميع أنحاء العالم

## تشغيل نظام الري
يلتقط نظام الخطارة منسوب المياه الجوفية عن طريق نفق أفقي تقريبًا يتم حفره لمسافة طويلة (عادة من 4 إلى 8 كم ولكن يمكن أن يصل طوله إلى 15 كم). على مسافات منتظمة (حوالي 10 أمتار، على سبيل المثال)، يتم حفر أعمدة رأسية للسماح بالوصول إلى النفق الرئيسي والتحكم فيه وصيانته. لا تتمثل وظيفة الفتحات ذات الشكل الجيد في استخراج المياه منها، ولكن على وجه الخصوص، يتم استخدامها لتهوية وتكثيف مياه الغلاف الجوي على مستوى الخطارات. نظرًا لأن نفق الخطارة الرئيسي مبني على منحدر أقل من الأرض التي يقع تحتها، يصبح النفق ضحلًا بشكل تدريجي حتى يظهر فوق الأرض على مسافة عدة كيلومترات من العمود الأول، والذي يمكن أن يصل في بعض الحالات إلى عمق 150 مترًا (اعتمادًا على ما إذا كان النفق قد تم حفره تحت تل أو جبل). يمكن أن يبدأ البناء أيضًا من موقع الاستيطان إلى الداخل، وعادةً ما يتبع المروحة الطميية لنهر أو وادي أحفوري، وهذا لتسهيل تدفق المياه إلى منفذ الخطارة.

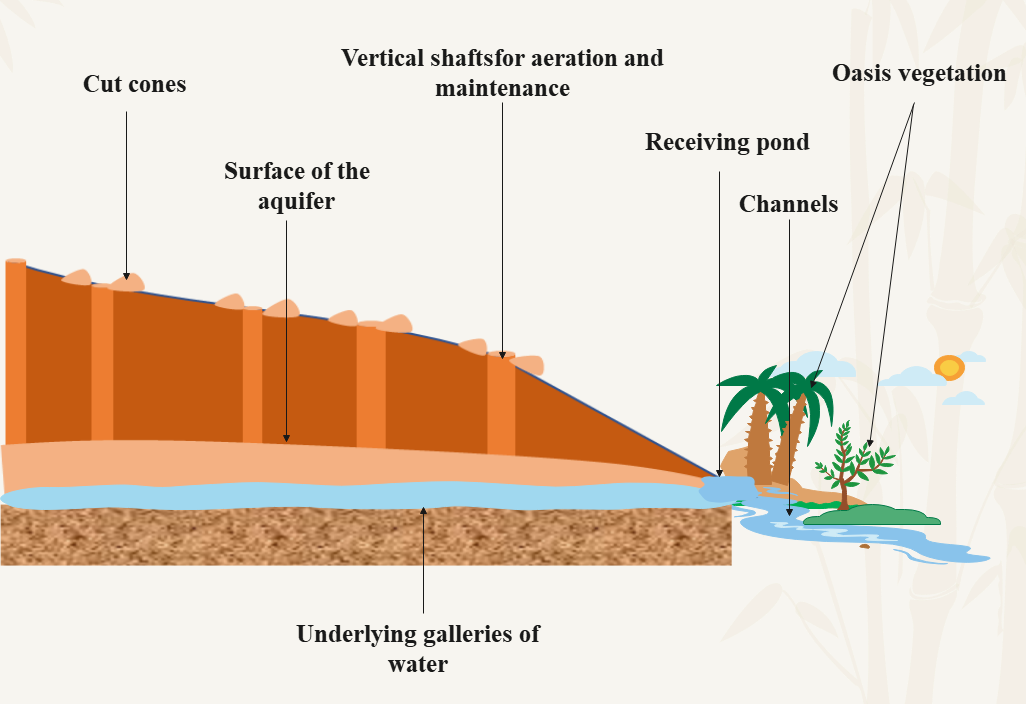
رسم توضيحي مبسط لخطارة مغربية

## البناء والصيانة
تقليديا، يتم بناء الخطارات باليد من قبل مجموعة من الرجال يمتلكون المهارة. تتمثل الخطوة الأولية الحاسمة في تحديد مورد المياه، الذي يقع عادةً عند النقطة التي تلتقي فيها المروحة الطميية بسفوح الجبال، وهذه الخطوة مفيدة في هذه العملية. يتم حفر بئر اختبار لتحديد ما إذا كان المورد والتدفق وافرين وكافيين لبناء خطارة.
إذا كان الاختبار مرضيًا، يتم وضع المخطط فوق الأرض ويبدأ الحفر، إما من السطح (الوجهة) إلى الداخل، أو العكس. يتكون فريق التنقيب عادة من 3 إلى 4 عمال محترفين، وعادة ما يحفر الشخص النفق أفقيًا باستخدام معزقة...
تعتمد سرعة البناء على عرض النفق وارتفاعه والطبيعة الجيولوجية والصخرية للتربة وعمق منسوب المياه الجوفية. يمكن أن يصل عمق النفق الأفقي إلى 20 مترًا في اليوم (في أرض ناعمة على عمق ضحل)، من ناحية أخرى، يمكن أن ينخفض إلى مترين فقط في اليوم (في الأرض الصلبة وعلى عمق كبير). في حالة اصطدام الطاقم بالصخور، يتم التخلي عن العمل في بناء الخطارة. يجب أن يتمتع البناة بمهارات خاصة ومعرفة جيدة بطبيعة التضاريس والجيومورفولوجيا في المنطقة. بشكل عام، تتكون الخطارة من ثلاثة أجزاء رئيسية: العمود الرئيسي ونفق تحت الأرض وممرات ثانوية.
بشكل عام، بعد المشاورات، تُقرّر "الجماعة" (المؤسسة التي تجسد الإرادة الجماعية للتعاون وتشمل مهامها إدارة وتوزيع وتنظيم حقوق مياه الري والمراعي والموارد الحرجية، وما إلى ذلك) الشروع في الصيانة والإصلاحات المختلفة للخطارة، مما يؤدي إلى حل النزاعات، والموافقة على البيع والتعديلات والإيجارات وتقاسم المياه بين المالكين. لكل مالك نصيب من المياه في الخطارة الحق في استغلال نصيبه من المياه على النحو الذي يراه مناسبًا وله الحق في بيع المياه أو تأجيرها أو رهنها لأشخاص آخرين. على الرغم من أن المياه تعتبر ملكًا لأصحابها، إلا أن القرية بأكملها تتمتع بحرية الوصول إليها للاستخدام المنزلي وتضمنها القنوات الرئيسية (السواقي) التي تعبر كل قصر (جمع قصور، وهي بناءات محصنة نجدها في المغرب العربي). في المقابل، يجب على جميع القرويين المساهمة في صيانة الخطارة والسيطرة عليها. يجب على المالكين تقاسم نفقات أعمال ترميم وتوسيع الجحور اللازمة والتي تتم بشكل دوري.
يتم تنظيم أعمال الصيانة الجماعية تحت سلطة رئيس المياه (الصرايفي)، ويتم انتخابه كل عام من قبل الجماعة. في المغرب، تقليديًا، يُلزم جميع الأشخاص ذوي الحقوق المائية بالمشاركة في الصيانة الجماعية للخطارة، بغض النظر عن مساحة الأرض والمياه المعنية. هذه الصيانة ضرورية في كثير من الأحيان لأن تراكم الرواسب في نفق الخطارة يؤدي بسرعة إلى تقليل أو حتى انسداد تدفقات المياه. تتكون الصيانة بشكل عام من إزالة الرواسب من نفق الخطارة والسواقي الرئيسية. أيضًا، قد يلزم تغطية الأعمدة الرأسية لتقليل هبوب الرمال، ويجب فحص النفق الأفقي دوريًا بحثًا عن التعرية. عادة، تستأجر كل عائلة عاملاً يوميًا أثناء عمليات الصيانة. إذا تم إجراء الصيانة من قبل جهات خارجية، فيجب على جميع المالكين المساهمة في الدفع والتعامل بشكل جماعي مع طعامهم.
يوزع رئيس المياه المهام بين العمال ويوزع المهام الثقيلة على العمال الأصغر سنا والمهام الخفيفة على الأكبر سنا. على سبيل المثال، يقوم الرجال الأكبر سنًا بمهام مثل قطع وإزالة الأغصان على طول الساقية التي تعيق التدفق الحر للمياه. يقوم الرجال الأصغر سنًا بمهام مثل إزالة الرواسب المتراكمة في القنوات (السواقي). للقيام بذلك، يتم تقسيم كل جزء إلى ثلاثة أمتار، ويتم تنظيف كل قسم من قبل شخصين مشاركين في أعمال الصيانة. يتم أحيانًا تنفيذ مهام محددة بواسطة عمال متخصصين (لَمْعَلّمْ) مقابل أجر. يجب على كل من لا يستطيع المشاركة في العمل الجماعي أن يدفع للعامل الذي يحل محله، أو يعدّ وجبة لجميع العمال. في حالة رفض شخص ما تمامًا المساهمة في أعمال صيانة الخطارات، يمكن الحكم على الأخير بغرامة أو تُعاقبه الجماعة عبر الإقصاء الاجتماعي.

## إدارة المياه
كما هو الحال بالنسبة للري النهري وإنشاء وصيانة الخطارات، فإن إدارة المياه في الخطارة هي مسؤولية الجماعة، وهي سلطة الإدارة الجماعية لكل مجتمع وتتكون من ممثلين عن كل سلالة. داخل القصر، الذين يتم اختيارهم من بين الرجال البالغين في المجتمع وفقًا لمعايير مختلفة (النبل والحكمة والشجاعة والثروة). يتم تنظيم تقاسم المياه وفقًا للوائح التي تختلف من قصر إلى آخر وفقًا لأنماط التوزيع وتدفق المياه وعدد القبائل والأشخاص المصرح لهم بري محاصيلهم وحدائقهم. الجماعة هي العضو الذي له الحق أيضًا في اختيار رئيس القبيلة (أمغار نتمازيرت أو أمغار تقبيلت).
تشير دراسة حديثة إلى أن توزيع المياه على الواحات وفق نظام الخطارة هو "ديمقراطي» على أساس التقاسم العادل للموارد المائية. عندما يتعذر الحفاظ على الخطارة بالوسائل القديمة الخاصة بالسكان وحدهم، فإن ذلك يتطلب البحث عن موارد الدعم من المنظمات الدولية من أجل تحديثها وحمايتها والحفاظ على المياه بداخلها، بطريقة تحترم البيئة وخصائص المناخ الصحراوي مع خصائص شديدة. بالإضافة إلى ذلك، ستساهم عمليات الصيانة في الحفاظ على جودة المياه وضمان تدفق المياه بما يسمح باستمرار النشاط الزراعي وتنميته، خاصة إذا تم تعزيزه بالتدريب على تقنيات الاستخدام الرشيد للمياه والإدارة الرشيدة لهذه المادة الحيوية الثمينة.

## الخطارة جزء من التراث التاريخي المغربي

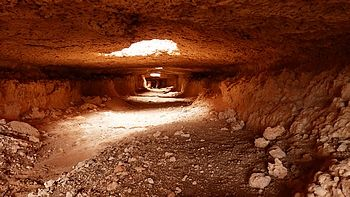
خطارة جافة في واحة تغمرت، بالقرب من كلميم

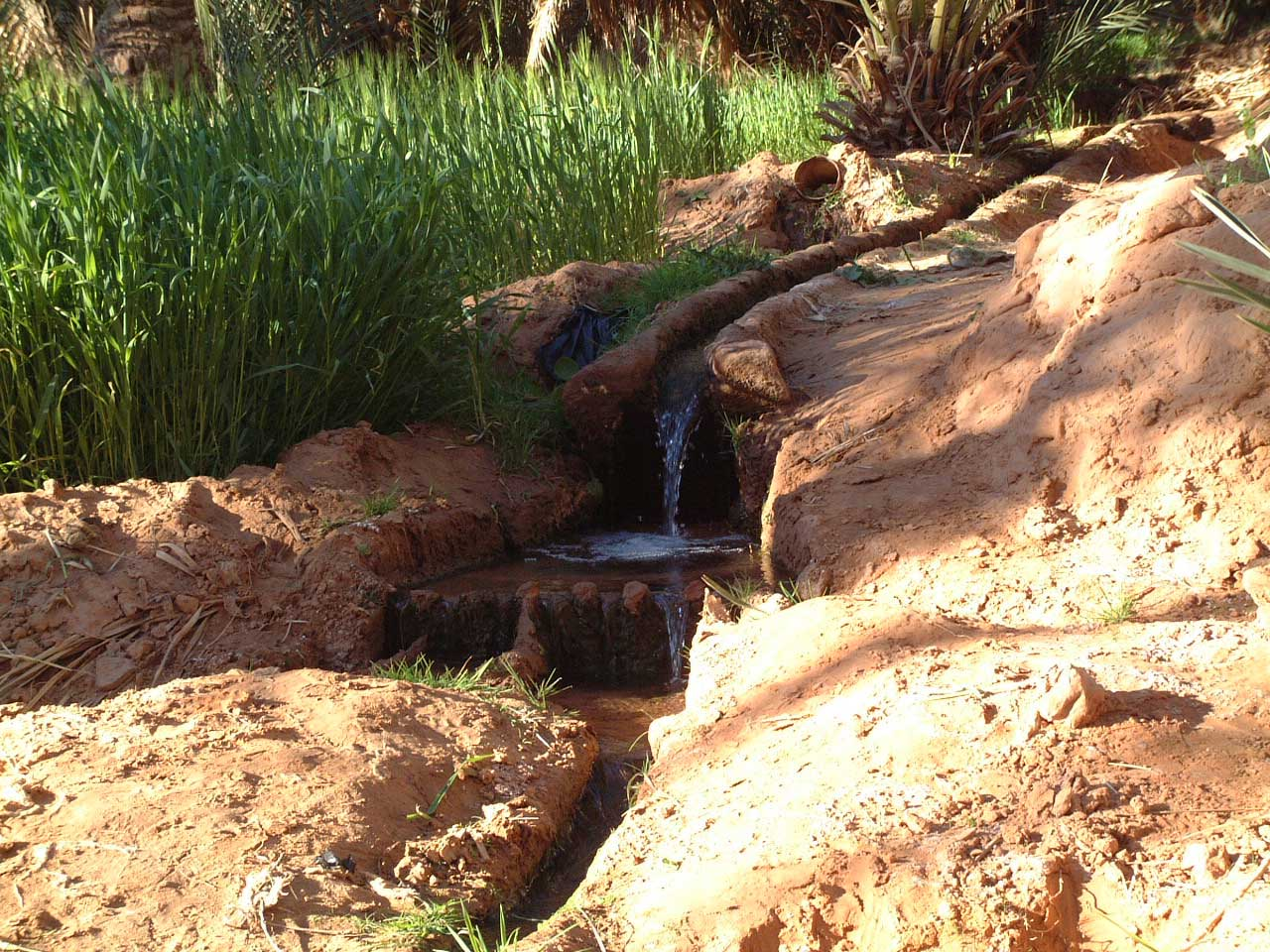

يرتبط مجال المياه وتاريخها وطرق إدارتها ارتباطًا عضويًا بالهوية والحضارة المغربية، لأنه تم اختيار أكبر مدن وعواصم المغرب عبر التاريخ لمعايير تتعلق بموقعها الجغرافي، وبسبب وفرة المياه فيها.
تعتبر الخطارات، كنظم نقل مائي نشطة عبر ممرات تحت الأرض منتشرة في المغرب (خاصة في المناطق القاحلة وشبه القاحلة) منذ أكثر من ألف عام، تراثًا تاريخيًا واقتصاديًا واجتماعيًا وبيئيًا يستحق الاهتمام. خاصة في وقت أصبحت فيه البشرية مدركة لأخطار التقلبات المناخية وبدأت في اتخاذ تدابير عاجلة للتعامل مع المخاطر البيئية التي تهدد مستقبل الكوكب الأزرق.
تاريخ مدينة مراكش -التي استضافت قمة المناخ (كوب 22)- بالخطارة يستحق الحديث في هذا القسم، لأن المصادر التاريخية تُشير إلى أن الخطارة الأولى في المغرب بُنيت في عصر المرابطين، عندما كانت موارد المدينة المائية بالكاد كافية لتلبية احتياجات الري للحامية العسكرية. في مراكش، يعود أول سجل للخطارات إلى تأسيس المدينة منذ أكثر من 900 عام. ومع ذلك، مع ظهور الخطارات، أصبح من الممكن توفير المياه بشكل مستمر وتزويدها بما يكفي للنشاط الزراعي والأنشطة اليومية الأخرى للأشخاص الذين يستفيدون منها.
كان هذا التحول الذي قامت به الخطارات شرطًا ضروريًا للمدينة الحمراء لتصبح عاصمة المغرب في ذلك الوقت. ومنذ ذلك الحين، تخدم الخطارة مناطق صحراوية شاسعة، مما يجعلها مكونًا اقتصاديًا وثقافيًا في العديد من مناطق المغرب التي تتميز بوجود هذا النظام المائي ذي القيمة التاريخية والثقافية. كما تم بناء العديد من المنظمات الاجتماعية المختلفة على جانب الخطارات. بمرور الوقت، أصبحت الخطارة ملكية جماعية للقرية، يمكن لكل فرد منها الاستفادة من هذا التراث وفقًا لتوزيع دقيق لساعات اليوم ووفقًا لبرنامج تم تطويره جيدًا من قبل الجماعة. ولا تزال هذه المنشآت المائية، التي يقدر عددها حاليًا في المغرب بـ 600 خطارة نشطة، تؤدي هذه الأدوار حتى يومنا هذا في مناطق معينة من المغرب.
تقنية الخطارة هي إحدى الطرق المعتمدة في منطقتي درعة تافيلالت ومراكش في المغرب لتوفير المياه للزراعة في المنطقة. وهي طريقة صديقة للبيئة، حيث لا تحتاج إلى مضخات مياه أو مصادر طاقة لرفع منسوب المياه للوصول إلى التيار الرئيسي الذي يصل الماء بالبركة، والذي يجمع الماء في بعض القطارات. بالإضافة إلى ذلك، تساهم التقنية في الحفاظ على المياه بفضل العمل بتقنية التوزيع القائمة على مبدأ "النوبة"، مشيرًا إلى أن وجود القطرات في المنطقة يساهم في توفير غطاء نباتي مهم، يساهم في خلق مساحة بيئية ذات صلة على مستوى هذه المناطق.
تستخدم تقنيات الخطارة على نطاق واسع في معظم المدن في منطقة درعة تافيلالت، "لكن خلال سنوات الجفاف الأخيرة، عانت بعض الخطارات من نوع من الصعوبة، على الرغم من جهود السكان لإنقاذها وإحيائها. إن الشغل الشاغل لسكان درعة تافيلالت، ولا سيما سكان القرى والصحاري، هو كيفية الحفاظ على عنصر المياه، الذي يشكل أساس ثروتهم الاقتصادية وأنشطتهم الزراعية التي غالبا ما تكون رزقهم.
على مدى الثلاثين عامًا الماضية، واجهت أنظمة الخطارة عددًا متزايدًا من المشكلات ومن المرجح أن تختفي في النهاية. ·  علاوة على ذلك، أصبحت الخطارات المهجورة مشكلة في مراكش، حيث لا تزال توجد آلاف حفر الآبار في المناطق التي كانت ذات يوم ريفية ولكن منذ ذلك الحين استهلكها الزحف العمراني، مما تسبب في مشكلة حقيقية.

## علم البيئة
تعكس الخطارة شكلاً فريدًا ومميزًا لتكيف الإنسان مع بيئته، حيث يجلب المياه الجوفية إلى سطح الأرض بناءً على الخبرة والمعرفة والمهارات البشرية التي تنتقل من جيل إلى جيل، مضيفًا أن هذه المرافق المائية المتميزة منتشرة بشكل خاص في المناطق التي يوجد بها نقص في الموارد المائية، مثل الواحات. تشكل الخطارات شبكة رائعة لإدارة وتوزيع المياه مكنت الناس من العيش في وئام مع البيئات القاحلة وشبه القاحلة. في الواقع، إنه تطبيق دقيق لمبادئ التنمية المستدامة يأخذ في الاعتبار الركائز الخمس لهذا المبدأ العالمي.

## روابط خارجية
- "القنوات المائية المدفونة (الكظائم) في الجزيرة العربية: الخرج مثالاً"
- "الخطارات المائية" معلمة تاريخية وتراث أيكولوجي جدير بالاهتمام
- "Contrôle de l'eau et communautés agraires en Islam". persee.fr. 1966. مؤرشف من الأصل في 2022-06-18. اطلع عليه بتاريخ 2022-05-25.
- "L'eau dans le monde musulman médiéval". persee.fr. 1982. مؤرشف من الأصل في 2022-06-16. اطلع عليه بتاريخ 2022-05-25.